# Правова культура
Правова культура суспільства — це різновид загальної культури, який становить систему цінностей, що досягнуті людством у галузі права і стосується правової реальності даного суспільства.
Правова культура – зумовлене соціальним, моральним, духовним, політичним та економічним устроєм якісне становище правового життя суспільства, яке характеризується високим рівнем правових знань, переконань, навичок і дій громадян у соціальній спільноті, якістю законодавства, рівнем правосвідомості громадян, станом гарантованості та захищеності їх прав і свобод, здатністю громадян до свідомого та законного використання своїх прав і свобод, без обмежень прав і свобод інших людей.  
Серед правових цінностей — активність суб'єктів права у правовій сфері, добровільність виконання вимог правових норм, реальність прав і свобод громадян, ефективність правового регулювання, якісні закони, досконала юридична техніка, розвинута правова наука, юридична освіта, ефективна юридична практика, стабільний правопорядок. Систему цінностей в галузі права, що існують в реальному функціонуванні в суспільстві, називають правовою реальністю, яка у структурному відношенні збігається з поняттям "правова система".
Правова культура відображає такі зрізи правової реальності (правової системи):
— структурно-функціональний;
— аксеологічний (оцінний).
Структурно-функціональний зріз уможливлює розкриття статики (структурного аспекту) і динаміки (функціонального аспекту) правової культури. Структурний аспект (статика) правової культури характеризує її склад, внутрішню будову; функціональний (динаміка) — виникнення, розвиток і взаємодію елементів правової культури між собою і з іншими соціальними явищами, насамперед моральною, політичною та іншою культурами.
Аксеологічний (ціннісний) зріз розкриває систему цінностей, створених у ході розвитку суспільства і накопичених людством в галузі права, тобто все те, що належить до правового прогресу.
Кожне суспільство виробляє свою модель правової культури. Структура правової культури суспільства включає:
1) культуру свідомості та правосвідомості — високий (некризовий) цикл соціальної активності правосвідомості, що містить оцінку закону з позицій справедливості, прав людини;
2) культуру правової поведінки — правову активність громадян, яка виражається в правомірній поведінці;
3) культуру юридичної практики — ефективну діяльність законодавчих, судових, правозастосовних, правоохоронних органів.
Функції правової культури — це основні напрямки осягнення правових цінностей — вітчизняних і світових.
Основними функціями правової культури є:
1) пізнавальна — засвоєння правової спадщини минулого сьогодення — вітчизняної та іноземної;
2) регулятивна — забезпечення ефективного функціонування всіх елементів правової системи і створення непохитного правопорядку;
3) нормативно-аксеологічна — оцінка поведінки особи, рівня розвитку законодавства, стану законності і правопорядку відповідно до норм права держави і міжнародних стандартів.
Показником правового прогресу є високий рівень правової культури. Рівень розвитку правової реальності як особливої системної якості і є правовою культурою. Правова культура в кожен даний момент «присутня» у кожній даній крапці правової реальності, не збігається з нею цілком, але існує в ній як складова частина, здатна виступати у вигляді показника (характеристики) рівня розвитку цієї реальності.

## Правова культура особи
Правова культура особи — це обумовлені правовою культурою суспільства ступінь і характер прогресивно-правового розвитку особи, які забезпечують її правомірну діяльність.
Правова культура особи включає:
1) знання законодавства (інтелектуальний зріз). Проінформованість була і залишається важливим каналом формування юридично зрілої особи;
2) переконаність у необхідності і соціальній корисності законів і підзаконних актів {емоційно-психологічний зріз);
3) уміння користуватися правовим інструментарієм — законами та іншими актами — у практичній діяльності (поведінковий зріз).
Правова культура особи характеризує рівень правової соціалізації члена суспільства, ступінь засвоєння і використання ним правових начал державного і соціального життя. Правова культура особи означає не тільки знання і розуміння права, а й правові судження щодо нього як про соціальну цінність, і головне — активну роботу з його здійснення, зі зміцнення законності і правопорядку. Іншими словами, правова культура особи — це її позитивна правова свідомість у дії. Вона включає перетворення особою своїх здібностей і соціальних якостей на підставі правового досвіду.
Змістом правової культури особи є:
1) правосвідомість і правове мислення. Правове мислення має стати елементом культури кожної людини;
2) правомірна поведінка;
3) результати правомірної поведінки і правового мислення. 
Показником правової культури особи є правова активність особи як вища форма правомірної поведінки, що припускає:
1) наявність високого рівня правосвідомості; готовність до ініціативної правомірної діяльності в правовій сфері на основі шанобливого ставлення до права, переконаності в необхідності і справедливості правових норм, їх добровільного здійснення, досконалого знання права (внутрішній аспект);
2) цілеспрямовану, ініціативну, позитивну соціальне корисну діяльність особи, що перевершує звичайні вимоги до можливої і належної поведінки, спрямовану на розвиток демократії, зміцнення законності і правопорядку (зовнішній аспект).
Правова активність — одна із змістовних характеристик особи. На відміну від держав з тоталітарним режимом, де бажаною є людина конформістської поведінки, а від активної намагаються позбутися, у державах з демократичним режимом потрібна особа активна, зацікавлена в реалізації правових норм і принципів у всіх сферах життєдіяльності суспільства.
Форми прояву правової активності різноманітні: сумлінна службова діяльність, предметне обговорення законопроєктів, участь у передвиборчій боротьбі як довірена особа кандидата в депутати та ін. Правомірна активність особи досягається через схвалення і стимулювання суспільне корисних дій і припинення шкідливих. Правова активність може бути як епізодичною (дії громадянина по затриманню підозрюваного у вчиненні злочину), так і постійною (виконання функцій народного засідателя).
Правова культура особи (загальна і спеціальна — професійна) сприяє виробленню стилю правомірної поведінки, який формується залежно від:
• ступеня засвоєння і вияву цінностей правової культури суспільства;
• специфіки професійної діяльності;
• індивідуальної неповторності творчості кожної особи.
Культурний стиль правомірної поведінки характеризується сталістю додержання правових принципів у правомірній поведінці, специфікою вирішення життєвих проблем, яка виражається в особливостях вибору варіанта правомірної поведінки в межах, визначених правовими нормами.

## Професійна правова культура
Правова культура професійної групи, або професійна правова культура, — одна із форм правової культури суспільства, притаманна тій спільності людей, що професійно займаються юридичною діяльністю, яка потребує фахової освіти і практичної підготовки. Як правило, це культура робочої групи, члени якої є службовими особами і носіями службової правової культури.
Професійній правовій культурі робочої групи (колективу) та її членам властивий вищий ступінь знання і розуміння правових явищ у відповідних галузях професійної діяльності.
Правова культура юриста вбачається в критичному творчому осмисленні правових норм, законів, правових явищ з погляду їх гуманістичного, демократичного і морального змісту.
Професійна культура юриста припускає:
1) знання законодавства і можливостей юридичної науки;
2) переконаність у необхідності і соціальній корисності законів і підзаконних актів;
3) уміння користуватися правовим інструментарієм — законами та іншими правовими актами в повсякденній діяльності, вдаватися до використання всіх досягнень юридичної науки і практики при прийнятті і оформленні рішень.
Професіоналізм і справедливість торжествують у юридичній практиці лише тоді, коли юрист як служитель закону чесно виконує свій морально-правовий обов'язок, постійно підвищує свою майстерність, опановує досягнення теоретичної та практичної юриспруденції.
Разом з тим кожна юридична професія має свою специфіку, що обумовлює й особливості правової культури різних її представників (суддів, прокурорських працівників, співробітників органів внутрішніх справ, юрисконсультів, адвокатів і т. д.). Причому рівень професійної культури, наприклад співробітників міліції, є різним. Відмінності спостерігаються в правовій культурі рядового і начальницького складу, офіцерів різних підрозділів міліції: кримінальної, громадської безпеки, транспортної, державної автомобільної інспекції, охорони, спеціальної міліції. Професійна культура працівників автомобільної інспекції відрізняється від аналогічної культури співробітників підрозділу кримінальної міліції і т. д. Тут проявляється загальна закономірність: рівень професійної культури співробітників міліції, як правило, тим вище, чим ближче вони до діяльності, здійснюваної у сфері права. Правова культура повинна характеризуватися більшою зрілістю і професіоналізмом.
Виділяючи три види правової культури, слід пам'ятати, що в реальному житті вони тісно взаємозалежні: правова культура як соціальне явище єдина; правова культура суспільства не існує поза правовою культурою його членів (особи, групи); вона с умовою, формою і результатом культурно-правової діяльності громадян та їх професійних груп.

## Показники правової культури
1. відповідність права вимогам справедливості та свободи;
2. рівень правосвідомості громадян та посадових осіб, їх впевненість діяти відповідно до вимог правових приписів;
3. рівень правотворчої та правореалізаційної культури;
4. рівень якості роботи правоохоронних і правозастосовчих органів та посадових осіб;
5. якість системи законодавства, певний рівень законності і правопорядку;
6. правові знання, що охоплюють розуміння конкретних норм права;
7. дані про державний устрій, призначення держави, політичну систему суспільства;
8. престиж юридичної професії, авторитет і ступінь розвитку юридичної науки;
9. участь громадян в управлінні державою, стан законності і правопорядку;
10. форми і методи правового регулювання, якість роботи правоохоронних органів.
11. наявність у правовій культурі «некризових циклів соціальної активності правової свідомості» (проф. Ю. М. Дмитрієнко)